# Gonfalone della Sicilia

Gonfalone di Sicilia

Il gonfalone della Sicilia è il gonfalone della Regione Siciliana, adottato con la legge regionale n. 12 del 1990, approvata dall'Assemblea regionale siciliana, su proposta del parlamentare regionale e storico Giuseppe Tricoli. 

## Descrizione
Il gonfalone, delle dimensioni di due metri per uno, è costituito da uno scudo alla francese inquartato, contenente i seguenti simboli:
- primo quarto (in alto a sinistra): lo stemma della dinastia Altavilla, con campo azzurro attraversato da una banda a due tiri di scacchi argento e rosso.
- secondo quarto (in alto a destra): lo stemma della dinastia sveva, con campo argenteo e un’aquila nera coronata, al volo spiegato.
- terzo quarto (in basso a sinistra): la triscele in colore carnato su campo argenteo.
- quarto quarto (in basso a destra): la bandiera del Regno di Trinacria e del Regno di Sicilia, con campo oro attraversato da quattro pali rossi, affiancati da due aquile sveve coronate, nere, al volo spiegato, su campo argenteo.

Lo scudo, bordato da un filetto di colore oro, è posizionato su un fondo azzurro, il quale a sua volta campeggia su uno scudo inquartato, così suddiviso:
- in alto a sinistra: campo giallo.
- in alto a destra: campo rosso aranciato con l’iscrizione in bianco «REGIONE SICILIANA».
- in basso a sinistra: campo rosso aranciato.
- in basso a destra: campo giallo.